# Retraen
Retraen is een bestuurslaag in het regentschap Kupang van de provincie Oost-Nusa Tenggara, Indonesië. Retraen telt 1678 inwoners (volkstelling 2010).